# یوهان گئورگ هالسکه
یوهان گئورگ هالسکه (انگلیسی: Johann Georg Halske; ۳۰ ژوئیهٔ ۱۸۱۴ – ۱۸ مارس ۱۸۹۰) مهندس مکانیک اهل آلمان بود. وی در برلین متولد شد و کارگاه خودش را در سال ۱۸۴۴ به همراه شریکش راه‌اندازی کرد. در سال ۱۸۴۷ به همراه ورنر فون زیمنس شرکت زیمنس اند هالسکه را پایه‌گذاری نمود. به دلیل اختلافات با برادران زیمنس پیرامون سیاست‌گذاری‌های شرکت، در سال ۱۸۶۷ از شرکت جدا شد اما تا زمان مرگ در سال ۱۸۹۰ با ورنر فون زیمنس دوست بود و از شرکت پایه‌گذاری‌شده توسط خود به شیوه‌های گوناگون پشتیبانی می‌کرد. 